# Válečný kříž za operace na vnějších bojištích
Válečný kříž za operace na vnějších bojištích (francouzsky Croix de guerre des théâtres d'opérations extérieures) je francouzské vojenské vyznamenání za službu v zahraničí. Založeno bylo roku 1921.

## Historie a pravidla udílení
Příměří z 11. listopadu 1918 ukončilo válku mezi Francií a Německem, ale francouzští vojáci pokračovali v boji mimo území Francie. Vojenské operace i nadále probíhaly v Sýrii, Palestině, Konstantinopoli, Maroku, Francouzské Západní Africe a Francouzské rovníkové Africe.
Dne 30. dubna 1921 byl přijat zákon zakládající nový Válečný kříž pro operace na vnějších bojištích. Měl být udílen za operace prováděné po 11. listopadu 1918 či za další operace, ke kterým dojde v budoucnu. Udílen je za válečnou službu přímo související s expedičními silami operujícími mimo hranice Francie. Status řádu se jinak shoduje s Válečným křížem 1914–1918.
Po bojích první světové války byl  tento kříž udílen za akce v Indočíně, na Madagaskaru, v Koreji a během Suezské krize. Poté následovala pauza v jeho udílení dlouhá 35 let. Znovu byl udílen za akce mezi 17. lednem 1991 a 5. květnem 1992 během války v Perském zálivu. Stalo se tak z nařízení ministra obrany ze dne 17. ledna 1991. Později byl udílen i za operace v Kosovu v roce 1999.
Kritéria pro udělení tohoto kříže jsou v zásadě stejná jako pravidla pro udělení Válečného kříže 1914–1918. Udílí jej ministr obrany či delegovaný velící generál expedičních sil.

## Popis medaile
Autorem návrhu vzhledu tohoto ocenění je sochař Albert Bartholomé. Vyznamenání má tvar bronzového tlapatého kříže o velikosti 37 mm. Mezi rameny kříže jsou dva zkřížené meče s čepelemi směřujícími vzhůru. Uprostřed kříže je kulatý medailon. Na přední straně je v medailonu podobizna Marianne s vavřínovým věncem. Při vnějším okraji je nápis RÉPUBLIQUE FRANÇAISE. Na zadní straně je nápis THÉÂTRES D'OPÉRATIONS EXTÉRIEURES.
Stuha z hedvábného moaré je široká 38 mm. Sestává z šedého pruhu uprostřed, který na obou koncích lemují pruhy červené barvy široké 10 mm. Na stužce mohou být speciální spony: bronzová hvězda (etoile en bronze) za zmínku v hlášení na plukovní či brigádní úrovni, stříbrná hvězda (etoile en argent) za zmínku v hlášení na divizní úrovni, bronzová palma (palme en bronze) za zmínku v hlášení na úrovni armády či stříbrná palma (palme en argent) reprezentující pět bronzových.
Medaile se nosí nalevo na hrudi. V přítomnosti dalších francouzských medailí se nachází bezprostředně po Válečném kříži 1939–1945.